# Juhani Lönnroth
Karl-Johan (Juhani) Lönnroth, född 8 september 1945 i Helsingfors, är en finländsk ämbetsman. 
Lönnroth blev politices kandidat  1970, var forskare vid arbetsministeriet 1971–1973, konsultativ tjänsteman 1978–1986 och biträdande avdelningschef 1986–1991. Han inledde därefter en internationell karriär, först som direktör vid internationella arbetsorganisationen (ILO) i Genève 1991–1996 och senare vid Europeiska kommissionen, där han 1996–2003 innehade chefsbefattningar vid avdelningen för sociala frågor och arbetsliv. Han var 2004–2010 till generaldirektör för kommissionens översättningsavdelning, ett av de högsta ämbeten en finländare uppnått inom EU-organisationen.